# 붉게 타오르는 태양
〈붉게 타오르는 태양〉(일본어: 紅く燃ゆる太陽 아카쿠모유루타이요[*])은 NEWS의 2번째 싱글이다.

## 개요
초회 생산 한정반과 통상반은 자켓 디자인·수록곡이 다르다. 본작으로 NEWS는 메이저 데뷔 싱글 〈희망~Yell~〉에 이어, 오리콘 차트에서 2작 연속의 첫 등장 1위를 획득. 2003년의 175R에 이어, 오리콘 사상 6번째의 기록이 된다.

## 수록곡

### 초회 생산 한정반
1. 紅く燃ゆる太陽 / 붉게 타오르는 태양
작사: Satomi / 작곡: Shusui, Stefan Engblom, Axel Bellinder / 편곡: 나카니시 료스케, Shusui, Stefan Engblom, Axel Bellinder, Poetry: 야마시타 토모히사
  - 《배구 월드 그랑프리 2004》(후지 TV 계열) 이미지 송. 스웨덴 작곡가 팀에 의해서 제작된다. 간주에 들어가는 야마시타의 대사는 본인이 고안 한 것이다. 발매 기간중에 가고 있던 이벤트 〈SUMMARY of Johnnys World〉에서는 공동 출연한 KAT-TUN과 함께 노래하고 있어 그 모습은 동 타이틀의 DVD에서도 볼 수가 있다.
2. 忘れないさ～LIFE GOES ON～ / 잊지 않아~LIFE GOES ON~
작사: 쿠보타 요지 / 작곡: 마카이노 코지 / 편곡: 이시즈카 토모키
3. DREAMS
작사: 쿠보타 요지 / 작곡: Daniel Gibson, Julius, Bengtsson / 편곡: 신카와 히로시
4. 紅く燃ゆる太陽（オリジナルカラオケ）

사양·봉입 특전
- 2면 4페이지 자켓
- NEWS 포토 스티커 A
- NEWS 로고 스티커

### 통상반
1. 紅く燃ゆる太陽 / 붉게 타오르는 태양
2. 忘れないさ～LIFE GOES ON～ / 잊지 않아~LIFE GOES ON~
3. BEACH ANGEL
작사: zopp / 작곡: 아베 준 / 편곡: 후나야마 모토키
  - 나중에 NEWS를 시작해 슈지와 아키라, 테고마스의 작품에도 관련되게 되는 zopp가, NEWS에 처음으로 가사를 제공한 작품. 사잔 오루 스타즈를 의식한 한여름의 모래 사장을 무대로 한 러브 스토리로, 여성의 신체나 태양의 비유로서, 오렌지나 파파야라고 하는 과일을 관용구로 사용하고 있다[2].

사양·봉입 특전
- 2면 4페이지 자켓
- NEWS 포토 스티커 B